# Dosímetro acústico
El dosímetro acústico es un dosímetro destinado a la medición de niveles de ruido, que va acumulando con un contador digital. De esta forma se obtiene el valor de la dosis de ruido en el tiempo considerado. Debe llevarlo la persona que realiza la encuesta higiénica y durante un periodo de ocho horas, sino hay que aplicar unas tablas de corrección. Y el portador debe realizar la actividad de cualquier día normal incluyendo los periodos que normalmente son de descanso.

## Compañías
Los siguientes fabricantes principales se encuentran entre los que ofrecen dosímetros de ruido:
Pulsar Instruments